# Epizeuxis phaealis
Epizeuxis phaealis är en fjärilsart som beskrevs av Achille Guenée 1854. Epizeuxis phaealis ingår i släktet Epizeuxis och familjen nattflyn. Inga underarter finns listade i Catalogue of Life.